# 芳賀赤十字病院
芳賀赤十字病院（はがせきじゅうじびょういん）は、栃木県真岡市にある医療機関である。日本赤十字社栃木県支部設置の病院である。新生児特定集中治療室（NICU) 6床、新生児治療回復室（GCU)6床を備える。

## 沿革
- 1922年（大正11年）4月 株式会社芳賀病院として創立。（内科、外科、産婦人科）
- 1944年（昭和19年）12月 日本医療団へ移管し日本医療団芳賀病院に改称。
- 1945年（昭和20年）7月 戦災で病院が全焼。
- 1947年（昭和22年）5月 本館を竣工。
- 1949年（昭和24年）7月 日本医療団の解散に伴い、日本赤十字社が買収。日本赤十字社 栃木支部 芳賀赤十字病院として発足。
- 1964年（昭和39年）8月 1次救急告示病院に指定。
- 1971年（昭和46年）9月23日 総合病院として承認。
- 1978年（昭和53年）8月 病院群輪番制救急病院に指定（2次救急）。
- 1981年（昭和56年）4月 へき地中核病院に指定。
- 1995年（平成7年）3月 エイズ治療拠点病院に指定。
- 1996年（平成8年）11月29日 災害拠点病院に指定。
- 1999年（平成11年）12月 指定居宅介護支援事業者に指定。
- 2003年（平成15年）12月 栃木県脳卒中地域拠点医療機関に指定。
- 2004年（平成16年）3月 臨床研修指定病院に指定。
- 2004年（平成16年）4月 小児救急拠点病院事業開始。
- 2009年（平成21年）11月1日 栃木県DMAT指定病院に指定。
- 2010年（平成22年）4月1日 DPC対象病院として承認。
- 2010年（平成22年）10月1日 NICU、GCU各6床稼働開始。
- 2015年（平成27年）7月　芳賀赤十字病院と改称。
- 2018年（平成30年）12月 新病院竣工[1]。
- 2019年（平成31年）3月1日 新病院へ移転（真岡市台町2461→真岡市中郷271）[1]。許可病床数を364床に減床する。
- 2024年 （令和6年）12月1日　本換地に伴い住所変更（中郷271→中萩二丁目10番地1）

## 診療科
- 内科
- 呼吸器内科
- 消化器内科
- 循環器内科
- 血液科
- 神経内科
- 小児科
- 外科
- 整形外科
- 産婦人科
- 眼科
- 耳鼻咽喉科
- 皮膚科
- 泌尿器科
- 脳神経外科
- 形成外科
- 麻酔科
- 歯科口腔外科
- 放射線科
- 精神科
- 救急科

診療協働部門
- 看護部
- 薬剤部
- 医療技術部
- 事務部
- 医療社会事業部

## 医療機関の指定等
- へき地医療拠点病院
- エイズ治療拠点病院
- 脳卒中地域拠点医療機関
- 災害拠点病院
- 救急告示病院
- 肝疾患専門医療機関
- 地域周産期母子医療センター
- 栃木DMAT指定医療機関
- DPC対象病院
- 臨床研修指定病院
- 栃木県脳卒中地域拠点医療機関
- 公益財団法人日本医療機能評価機構認定病院[2]

## 交通アクセス
（出典：）

### 車
- 北関東自動車道 真岡I.C.より約10分。

### 鉄道
- 真岡鐵道 北真岡駅より徒歩約5分。
- JR宇都宮線 石橋駅よりタクシーで約30分。
- JR宇都宮線 宇都宮駅よりタクシーで約40分。